# Ленкастри, Вериссиму де
Вериссиму де Ленкастри (порт. Veríssimo de Lencastre; 15 ноября 1615, Лиссабон, Иберийская уния — 12 декабря 1692, Лиссабон, королевство Португалия) — португальский кардинал, доктор обоих прав. Архиепископ Браги и примас Португалии с 22 декабря 1670 по 8 февраля 1677. Генеральный инквизитор Португалии с 28 ноября 1676 по 12 декабря 1692. Кардинал-священник с 1 сентября 1686 по 12 декабря 1692.